# Vlado Perlemuter
Vlado Perlemuter (26 de maio de 1904, Kowno, Polônia(atualmente Kaunas, Lituânia) — 4 de setembro de 2002, Genebra, Suíça) foi um pianista francês de origem judia e polonesa.

## Biografia
Vladislas (Vlado) Perlemuter nasceu em uma família judia polonesa, o terceiro de quatro filhos, em Kovno, Rússia (hoje Kaunas na Lituânia ).
Sua família se estabeleceu na França em 1907. Em 1915, com apenas 10 anos, ele foi aceito pelo Conservatório de Paris, estudando primeiro com Moritz Moszkowski (1915-1917) e depois com Alfred Cortot. Aos 15 anos, graduou-se no Conservatório, onde ganhou o Primeiro Prêmio jogar Gabriel Fauré é Thème et variações antes do compositor, embora Fauré já estava surdopor essa altura. Perlemuter conheceu Fauré muito bem, morando muito perto dele no início da década de 1920. Perlemuter jogou para Fauré vários Nocturnes, Ballades e as Variações e muitas vezes jogou xadrez com ele à tarde. Existe uma foto de uma festa de casamento simulada com Perlemuter vestido de moleiro e Fauré como prefeito.
Em 1925, Perlemuter ouviu pela primeira vez Jeux d'eau de Maurice Ravel e decidiu estudar toda a música do compositor. Em 1927, um amigo de Perlemuter sugeriu que ele enviasse uma carta a Ravel para pedir coaching em suas obras, pois Ravel já era muito popular. Ravel concordou, e Perlemuter estudou todas as obras solo de Ravel para piano com o próprio compositor por um período de seis meses em sua casa em Montfort l'Amaury. Embora Ravel fosse muito crítico e muitas vezes severo com ele, Perlemuter se tornou um dos principais expoentes da música de Ravel. Em 1929, Perlemuter tocou todas as obras completas para piano de Ravel em dois recitais públicos com a presença do compositor, feito que ele repetiu em 1987 no Wigmore Hall de Londres para marcar o 50º aniversário da morte de Ravel. Embora Ravel fosse muito reservado, ele deve ter gostado da interpretação de Perlemuter porque o convidou para tocar Ma mère l'Oye juntos.
O fascínio de Perlemuter pelas obras de Charles Dickens, William Shakespeare, William Turner e John Constable o trouxe para a Inglaterra no início dos anos 1930, e ele voltou com frequência para concertos. Ele deu seu primeiro recital Wigmore Hall em 1938. Durante a Segunda Guerra Mundial, como um judeu, ele estava em perigo na França ocupada pelos nazistas, e foi caçado pela Gestapo, mal conseguindo escapar para a Suíça, onde viveu até 1949. Em 1951, ingressou no corpo docente do Conservatório de Paris, onde permaneceu até 1977. Nesse ano atuou como jurado do Concurso Internacional de Piano Paloma O'Shea Santander.  Estudantes de todo o mundo, como Catherine Thibon, Claudio Herrera e Christian Zacharias, foram atraídos por sua fama como pedagogo.
Em 1958, Perlemuter foi convidado para a Dartington Summer School of Music em Devon, onde voltou várias vezes. Ele também ensinou na Escola Yehudi Menuhin. Sua dita incluía que um pianista não deve pedalar com o pé, mas com a orelha; e deve ser capaz de fazer um crescendo sem pressa e um diminuendo sem desacelerar. Aqueles que o ouviram ao vivo dizem que sua execução era caracterizada por um tom encantadoramente sutil que as gravações não conseguem captar totalmente.
Sua carreira internacional durou mais de setenta anos. Ele gravou todas as obras para piano de Ravel, bem como as de Chopin, Beethoven, Mendelssohn, Schumann e Fauré para a Nimbus Records, bem como as sonatas completas de Mozart para a Vox Records. Ele voltou ao Wigmore Hall em 1987 para comemorar o 50º aniversário da morte de Ravel com dois recitais contendo todas as obras para piano do compositor; um feito que ele repetiu aos 89 anos, com um recital de despedida no Victoria Hall em Genebra.
Seus últimos anos foram comprometidos pela perda de memória e problemas de visão. Ele morreu no American Hospital em Paris em 2002 com 98 anos de idade.

## Vida privada
Perlemuter casou-se com Jacqueline Deleveau em 1934; ela morreu em 1982.

## Escritos
- Ravel According to Ravel. London: Kahn & Averill. 2006. ISBN 978-1-871-08278-4